# Pippa King
Phillipa Pippa King-Routledge, OAM (apellido de soltera: King, anteriormente: Ross & Fletcher), es un personaje ficticio de la serie de televisión australiana Home and Away, interpretada por la actriz Debra Lawrance de 1990 hasta el 8 de mayo del 2009. Anteriormente Pippa fue interpretada por la actriz Vanessa Downing del 17 de enero de 1988 hasta 1990.

## Antecedentes
Pippa es hija de Bert y Coral King y hermana de Danny. De pequeña Pippa se enfermó de fiebre reumática lo que ocasionó que su corazón se debilitara.
En 1969 Pippa se casó con Tom Fletcher, el mejor amigo de su hermano con quien estuvo en la guerra de Vietnam. Aunque ambos querían tener hijos los doctores les advirtieron que debido a la enfermedad que Pippa tuvo de pequeña era muy probable que el estrés del embarazo la matara por lo que Tom decide hacerse una vasectomía, poco después deciden adoptar a jóvenes. 
En 1978 y con sólo ocho años llega a ellos Frank Morgan, diez años después Frank sigue viviendo con ellos y Tom y Pippa han adoptado a cuatro hijos más Carly Morris, Steven Matheson, Lynn Davenport y Sally Keating. Más tarde la pareja decide mudarse a la bahía.

## Biografía
A su llegada a Summer Bay la pareja le compra a Alf Stewart la casa de Summer Bay y el Caravan Park. Poco después la pareja comienza a cuidar de Bobby Simpson quien en un inicio les ocasiona problemas al pelearse constantemente con Carly. Pippa comienza a trabajar en el almacén de Ailsa Hogan, poco después Pippa descubre que está embarazada, la pareja se emociona sin embargo se preocupan de que Pippa pueda morir durante el parto. 
Cuando Danny los visita el día de ANZAC, le pide a su hermana que lo ayude a suicidarse luego de que Danny quedara en silla de ruedas durante la guerra pero Pippa se rehúsa y poco después Danny decide no hacerlo y se va de la bahía. Pippa tiene un embarazo saludable y pronto la pareja le da la bienvenida a su primer hijo biológico, Christopher Fletcher.
Cuando Tom sufre un accidente cerebrovascular por lo que es hospitalizado por varias semanas, Pippa comienza a sentirse presionada cuando su madre Coral la visita le ofrece ayudarla tanto en la casa como financieramente, pronto Pippa descubre que su madre ha estado robando y que extraña vivir con los lujos que tenía antes de que su esposo Bert se retirara. Poco después Tom se recupera y regresa a casa pero las cosas se ponen tensas cuando Tom acusa a Pippa de tener una aventura con el caza tiburones Zac Burguess quien había esparcido rumores falsos sobre él y Pippa, cuando la verdad se descubre se reconcilian.
En 1990 cuando Tom sufre un segundo ataque cerebrovascular y muere Pippa queda destrozada. Seis meses después conoce a Michael Ross y aunque al inicio Pippa quiere negar su atracción por Michael ya que se siente culpable pronto comienzan a salir. Al inicio de la relación la pareja se tiene que enfrentar a la resistencia de Sally y del hijo de Michael, Haydn Ross quienes no están de acuerdo con la relación, sin embargo pronto los aceptan y Michael y Pippa finalmente se casan en 1991.
Al año siguiente descubren que Pippa está embarazada lo que los deja encantados, su hijo nace en 1993 y lo llaman Dale Ross, lamentable pocas semanas después Dale muere a causa de la muerte súbita "SIDS" lo que los deja devastados.
Cuando Michael y Pippa descubren que están en deuda luego de que Hadyn se llevara dinero de su padre, por lo que su matrimonio comienza a desmoronarse y finalmente se separan en la Navidad de 1994, sin embargo cuando Sally huye la pareja se reconcilia.
En 1996 Michael muere ahogado mientras intentaba salvar a Sam Marshall luego de que este cayera a un arroyo durante una tormenta en la bahía, lo que deja a Pippa destrozada al perder nuevamente un esposo. Pronto Pippa se hace muy buena amiga de Angel Brooks-Parrish cuyo esposo Shane Parish había muerto unos meses antes. Más tarde Pippa es galardonada con la Medalla de la Orden de Australia "OAM" por sus años de servicio como cuidadora de crianza de varios jóvenes en la bahía.
Poco después en 1997 Pippa conoce a Ian Routledge un Nuevo inquilino del caravan, pronto le hace saber que se siente atraído hacia ella y le pide que lo acompañe a viajar, aunque al inicio Pippa lo rechaza cuando Ian regresa varios meses después Pippa acepta su oferta y ella y Christopher se van con Ian para vivir en Carrington Ranges y en 1999 Pippa e Ian se casan.
En el 2000 Pippa regresa a Summer Bay para asistir a la boda de su hija Sally con Kieran Fletcher, sin embargo las cosas no salen como se planearon y Sally abandona a Kieran el día de la boda, cuando Pippa la encuentra la apoya y antes de irse de nuevo a Carrington Ranges decide venderle su casa a la familia Sutherland.
En el 2002 Pippa aparece en un video con un mensaje especial que hizo para Sally durante el aniversario 150 de la bahía. Al año siguiente Pippa y Christopher regresan para asistir a la boda de Sally y Flynn Saunders.
Dos años después en el 2005 Pippa regresa nuevamente para asistir al cumpleaños número 60 de su buen amigo Alf Stewart. En el 2006 regresa para apoyar a su hija Sally luego de que su esposo Flynn muriera a causa del cáncer.
Al año siguiente en el 2007 regresa par asistir a la boda de Sally con Brad Armstrong, pero esta no sucede luego de que el día de la boda Sally le revelara a Brad que no lo amaba y que seguía amando a su difunto esposo Flynn.
Pippa regfresa dos veces en el 2008 la primera para apoyar a Sally cuando esta descubre que tiene un hermano gemelo Miles Copeland y meses después para ayudarla a empacar luego de que Sally decidiera irse de la bahía.
Cuando Irene Roberts decide tomarse unas vacaciones en el 2009, Alf le pide a Pippa que cuide de Geoff Campbell y Annie Campbell y Pippa se queda por unas semanas con ellos antes de regresar a Carrington Ranges con su familia.